# Turraea humberti
Turraea humberti är en tvåhjärtbladig växtart som beskrevs av Paul Auguste Danguy. Turraea humberti ingår i släktet Turraea och familjen Meliaceae. Inga underarter finns listade i Catalogue of Life.